# Lombtjärnen (Råneå socken, Norrbotten)
Lombtjärnen är en sjö i Bodens kommun i Norrbotten och ingår i Råneälvens huvudavrinningsområde. Sjöns area är 0,036 kvadratkilometer och den befinner sig 130 meter över havet.